# Фиуме Венето
Фиу̀ме Вѐнето (на италиански: Fiume Veneto; на фриулски: Vile di Flum, Виле ди Флум) е град и община в Северна Италия, провинция Порденоне, автономен регион Фриули-Венеция Джулия. Разположен е на 20 m надморска височина. Населението на общината е 11 716 души (към 2010 г.).